# Fotografia de paisagem

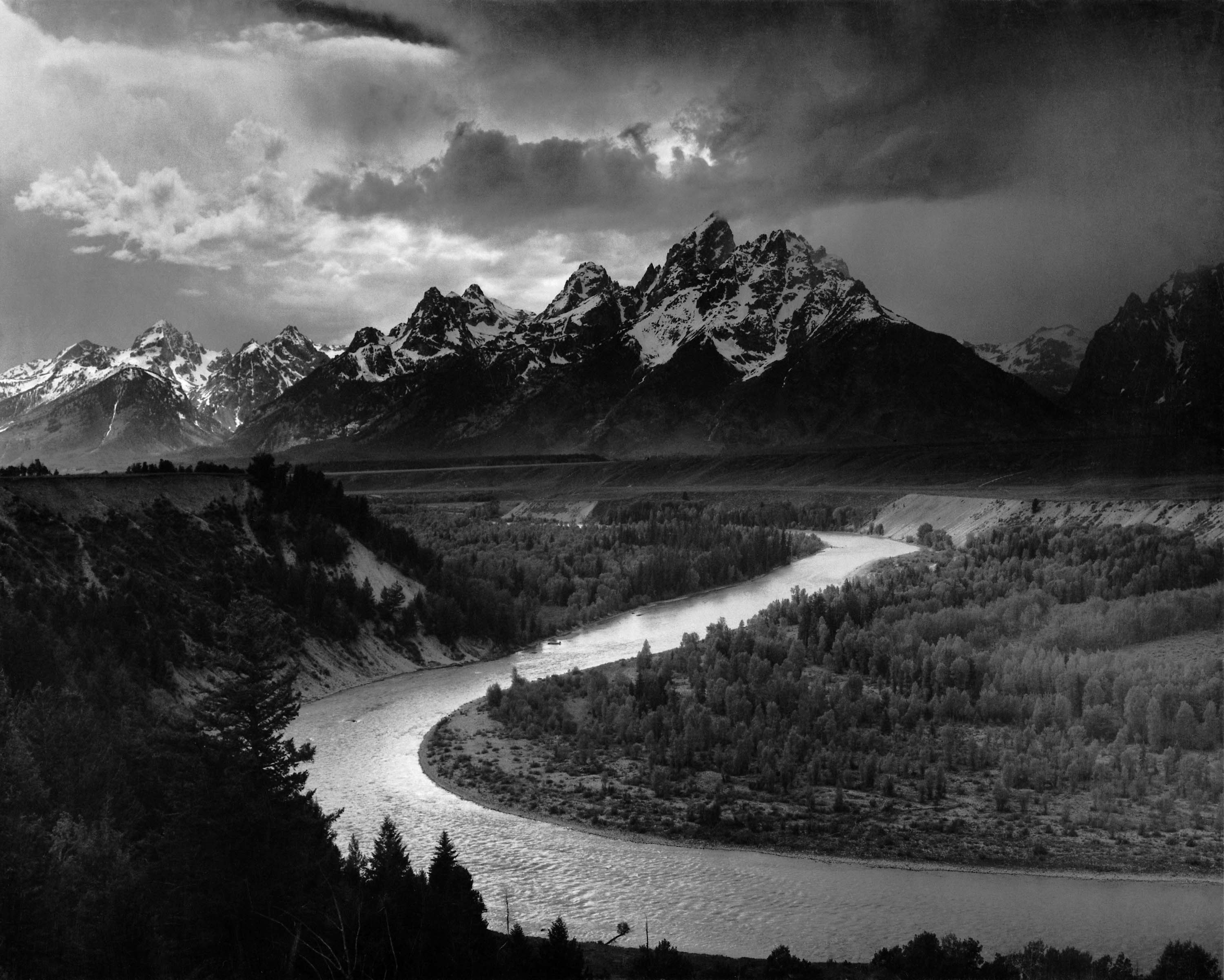
The Tetons and the Snake River (1942) de Ansel Adams

A fotografia de paisagem mostra espaços dentro do mundo, às vezes vastos e intermináveis, mas outras vezes microscópicos. Os fotógrafos de paisagens normalmente capturam a presença da natureza, mas também podem focar características feitas pelo homem ou perturbações de paisagens. A fotografia de paisagem é feita por vários motivos. Talvez o mais comum seja relembrar uma observação ou experiência pessoal ao ar livre, especialmente durante uma viagem. Outros buscam-na principalmente como um estilo de vida ao ar livre, para se envolver com a natureza e os elementos, alguns como uma fuga do mundo artificial.
Muitas fotografias de paisagem mostram pouca ou nenhuma atividade humana e são criadas na busca de uma representação pura e imaculada da natureza, desprovida de influência humana, em vez de apresentar temas como formas de relevo fortemente definidas, clima e luz ambiente. Tal como acontece com a maioria das formas de arte, a definição de uma fotografia de paisagem é ampla e pode incluir configurações rurais ou urbanas, áreas industriais ou fotografia da natureza.